# در حالی که گیتارم به آرامی می‌گرید
درحالی‌که گیتارم به آرامی می‌گرید (به انگلیسی: While my guitar gently weeps) نام آهنگی از گروه راک انگلیسی بیتلز در آلبوم بیتلز می‌باشد. ترانه‌سرا و آهنگساز اصلی این آهنگ جرج هریسون است که گیتاریست اصلی و خواننده گروه بیتلز می‌باشد. در حالی‌که گیتارم به آرامی می‌گرید در مجله رولینگ استون در بخش ۵۰۰ آهنگ برتر جهان همهٔ سال‌ها رتبهٔ ۱۳۶، در بخش بهترین آهنگ‌های همراه با گیتار رتبهٔ ۷ و در ۱۰۰ آهنگ برتر گروه بیتلز رتبهٔ ۱۰ را از آن خود کرد. در این آهنگ نواختن گیتار اصلی به عهده اریک کلپتون، گیتاریست معروف بود. در سال ۲۰۱۲ این آهنگ بهترین آهنگ تمام دوران فعالیت جرج هریسون در بیتلز از نظر مجله دنیای گیتار شد. تهیه‌کننده این آهنگ و آلبوم بیتلز، جرج مارتین بود.

## نقش‌ها
- پل مک‌کارتنی: آوازخوان همراه، گیتار باس، پیانو و ارگ
- جان لنون: گیتار الکتریک
- رینگو استار: درام، قاشقک و دایره زنگی
- جرج هریسون: خواننده ،گیتار آکوستیک، آوازخوان همراه و دوبل تراک